# غارة جوية على البسطة (نوفمبر 2024)
الغارة الإسرائيلية على البسطة أو مجزرة البسطة هي ضربة جوية شنَّتها طائرات الاحتلال الإسرائيلي خلال الغزو الإسرائيلي للبنان 2024 وهجمات إسرائيل على لبنان التي بدأت في 23 سبتمبر 2024، حيث شنَّت طائرات الاحتلال الإسرائيلي غارة بخمس صواريخ على مبنى سكني مكوَّن من ثمانية طوابق في شارع المأمون بمنطقة البسطة وسط بيروت فجر يوم السبت بتاريخ 23 نوفمبر 2024، استشهد عشرون وجرح ستة وستون في حصيلة أولية. وفي يوم الأحد قالت وزارة الصحة اللبنانية أن حصيلة مجزرة البسطة ارتفعت إلى تسعة وعشرين شهيداً وسبعة وستين جريحاً، وأوضحت أن إزالة الأنقاض مستمرة.